# Fede Arnaud
Fede Arnaud Pocek (Venezia, 28 maggio 1920 – Roma, 8 luglio 1997) è stata una sceneggiatrice e direttrice del doppiaggio italiana.

## Biografia
Nacque a Venezia. Dopo aver frequentato negli anni trenta l'Accademia nazionale d'arte drammatica di Roma, lavorò come aiuto regista a partire dal 1940 per registi quali Amleto Palermi, Mario Mattoli e altri, nonché come sceneggiatrice e dialoghista dal 1951 al 1964 per una ventina di film. In gioventù, dopo aver fatto parte del settore sportivo femminile dei Gruppi Universitari Fascisti, aderì alla Repubblica Sociale Italiana e divenne prima funzionario del Ministero dell'Economia Corporativa e poi guida del Servizio Ausiliario Femminile della Xª Flottiglia MAS. Durante il servizio nella Xª MAS fu inviata in Valcasotto da Umberto Bardelli per mediare la liberazione dei comandanti della 1ª e 2ª compagnia del Battaglione "Barbarigo" che erano stati presi prigionieri dai partigiani autonomi del maggiore Mauri insieme ad altri due marinai. La Arnaud che si era lasciata prendere prigioniera dai partigiani, dopo aver spiegato che il reparto si trovava in Piemonte in addestramento e che presto sarebbe partito per il fronte, fu rilasciata subito dopo la partenza del Barbarigo.
Nel dopoguerra si occupò sia della post-sincronizzazione dei film italiani che del doppiaggio di film stranieri: infatti fu tra i fondatori della Cine Video Doppiatori nel 1970, rimarrà fino al 1977 dopo le sue dimissioni. Dal 1977 al 1991 fu direttrice di doppiaggio per la Società Attori Sincronizzatori.
Morì a Roma nel 1997.

## Filmografia

### Aiuto regista
- La peccatrice, regia di Amleto Palermi (1940)
- San Giovanni decollato, regia di Amleto Palermi (1940)
- L'allegro fantasma, regia di Amleto Palermi (1941)
- L'elisir d'amore, regia di Amleto Palermi (1941)
- Ore 9: lezione di chimica, regia di Mario Mattoli (1941)
- Don Cesare di Bazan, regia di Riccardo Freda (1942)
- La vendetta del corsaro, regia di Primo Zeglio (1951) – anche come sceneggiatrice
- La nemica, regia di Giorgio Bianchi (1952) – anche come sceneggiatrice
- L'ombra, regia di Giorgio Bianchi (1954) – anche come sceneggiatrice

### Sceneggiatura
- Ultimo incontro, regia di Gianni Franciolini (1951)
- Ci troviamo in galleria, regia di Mauro Bolognini (1953)
- Lo scocciatore (Via Padova 46), regia di Giorgio Bianchi (1953)
- Di qua, di là del Piave, regia di Guido Leoni (1954)
- La rivale, regia di Anton Giulio Majano (1955)
- I giorni più belli, regia di Mario Mattoli (1955)
- Cantami "Buongiorno tristezza", regia di Giorgio Pàstina (1955)
- Una pelliccia di visone, regia di Glauco Pellegrini (1957)
- Il romanzo di un giovane povero, regia di Marino Girolami (1958)
- Rascel Marine, regia di Guido Leoni (1958)
- Il figlio del corsaro rosso, regia di Primo Zeglio (1959) – anche come direttrice di produzione
- Vacanze d'inverno, regia di Camillo Mastrocinque (1959) – solo come direttrice di produzione
- Venere creola, regia di Lorenzo Ricciardi (1961)
- Io, Semiramide, regia di Primo Zeglio (1962)
- Massacro al Grande Canyon, regia di Sergio Corbucci (1963)
- Il castello dei morti vivi, regia di Luciano Ricci (1964)

## Direzione del doppiaggio
Fede Arnaud ha diretto il doppiaggio, tra gli altri di:
- Dio, come ti amo!, regia di Miguel Iglesias
- Easy Rider - Libertà e paura, regia di Dennis Hopper
- Il fascino discreto della borghesia, regia di Luis Buñuel
- Alice non abita più qui, regia di Martin Scorsese
- Le nozze, regia di Andrzej Wajda
- Cognome e Nome: Lacombe Lucien e Pretty Baby, regia di Louis Malle
- Gli anni in tasca, regia di François Truffaut
- Biancaneve e i sette nani, regia di David Hand, Perce Pearce, William Cottrell, Larry Morey, Wilfred Jackson, Ben Sharpsteen (ridoppiaggio del 1972)
- Hair e Amadeus, regia di Miloš Forman
- 1997: Fuga da New York, regia di John Carpenter
- E.T. l'extra-terrestre e Il colore viola, regia di Steven Spielberg
- Rusty il selvaggio e I ragazzi della 56ª strada, regia di Francis Ford Coppola
- Carrie - Lo sguardo di Satana, regia di Brian De Palma
- La storia infinita, regia di Wolfgang Petersen
- Furyo, regia di Nagisa Ōshima
- Copkiller (L'assassino dei poliziotti), regia di Roberto Faenza
- Corto circuito, regia di John Badham
- Good Morning, Vietnam, regia di Barry Levinson
- Moonwalker, regia di Jerry Kramer, Colin Chilvers, Jim Blashfield
- Gorilla nella nebbia, regia di Michael Apted
- L'attimo fuggente e Green Card - Matrimonio di convenienza, regia di Peter Weir
- Harry, ti presento Sally..., regia di Rob Reiner
- Fantaghirò (miniserie TV), regia di Lamberto Bava
- A-Team (serie TV), regia di Frank Lupo, Stephen J. Cannell